# アイアンマインド社
アイアンマインド社(英: IronMind Enterprises, Inc.)は、アメリカ合衆国のトレーニング機器を取り扱う会社である。代表製品は握力強化器具のキャプテンズ・オブ・クラッシュ・グリッパーズ（CoCグリッパー）である。 アイアンマインド社はイレイコ社(トレーニング用器具)の代理店も行っている。日本では輸入もされていて、主に通販で販売されている。

## 製品
CoCグリッパー
1991年から売られている歴史の長い握力強化用ハンドグリッパー。ハンドルはアルミローレット製。強度は27kgから166kgの11種類。認定制度もある。
ゼニスグリッパー
新しいグリッパー。アルミでローレットはついていない。強度は5種類。
アイエムタグ
CoCグリッパー攻略用で、指を個別で強化する器具。こちらもローレット加工がされていて、アルミ製。
ベンディングネイル（釘曲げ）
太さ5mmから10mm、長さ12cmから20cmの6種類があり、レッドネイルやゴールドネイルを曲げられると認定される。

## 出版物
トレーニング雑誌系など。